# Lisbet Fehrenkamp
Lisbeth Fehrenkamp (født 1959) er en tidligere dansk atlet, som var medlem i Sparta Atletik.
Lisbet Fehrenkamps træner var Bogdan Gierajewski.
Lisbet Fehrenkamp er uddannet folkeskolelærer med speciale C og er PD i specialpædagogik.
Hun har været ansat ved Heibergskolen på Østerbro siden 2002, med ansvar for opbygningen af skolens specialpædagogiske
bistand. Hun har tidligere i en årrække undervist dyslektiske elever i en specialklasse på Hellig Kors Skole på Nørrebro.

## Danske mesterskaber
- Sølv 1985 Længdespring 5,98
- Bronze 1985 Højdespring 1,65
- Sølv 1984 Højdespring 1,76
- Bronze 1984 Længdespring 5,86
- Guld 1983 Længdespring 6,06
- Bronze 1982 Længdespring 5,89
- Bronze 1981 Længdespring 6,11
- Bronze 1979 Længdespring 5,70

## Personlige rekorder
- Længdespring: 6,30 1983
- Højdespring: 1,76 1984